# Складановский, Макс
Макс Складановский (30 апреля 1863, Берлин — 30 ноября 1939) — немецкий изобретатель и один из первых кинопроизводителей. Вместе с братом Эмилем, он изобрел аппарат для съёмки и проекции фильмов «Биоскоп» (нем. Bioskop), с помощью которого братья осуществляли коммерческие киносеансы, приблизительно на два месяца опередив сеансы «Синематографа» Братьев Люмьер.

## Биография
Макс Складановский родился в Берлине. Он изучал фотографию и роспись стекла, что в конце концов привело его к увлечению волшебным фонарем. В 1879 году он совершил тур по Германии и Центральной Европе с отцом Карлом и старшим братом Эмилем, демонстрируя представления с волшебным фонарем. В 1890-х вместе с братом Эмилем Макс создал фотоаппарат с гибкой целлулоидной плёнкой, а в 1895 году — «Биоскоп». Он представлял собой проектор с двумя объективами и двумя полосами целлулоидной плёнки шириной 45-мм. Плёнка с кадрами размером 30×40 мм склеивалась в кольцо длиной 1,5 метра и демонстрировалась с частотой 8—10 кадров в секунду.
1 ноября 1895 года братья продемонстрировали «Биоскоп» в варьете «Зимний сад» (нем. Wintergartenpalais) в Берлине. Показ рекламировался как «самое интересное изобретение нашего времени» и собирал полный зал в течение приблизительно четырех недель. Сам показ состоял из очень коротких фильмов около пяти секунд каждый, которые были склеены в кольцо и повторялись непрерывно, в сопровождении заранее подготовленного музыкального оформления. Из-за особенностей конструкции аппарат позволял демонстрировать только короткие ролики с неустойчивым изображением, быстро утомлявшим зрителей. В результате «Биоскоп» не выдержал конкуренции с «Синематографом», так и оставшись техническим аттракционом.

## Фильмография
За десять лет, начиная с 1895 года, братья Складановские отсняли не менее тридцати короткометражных фильмов. 
Вот программа их первого показа в 1895:
- Итальянский крестьянский танец
- Комический Переворот
- Боксирующая Кенгуру
- Жонглер
- Акробатическое попурри
- Камаринская (русский нац. танец)
- Танцовщица серпантина
- Борцы
- Апофеоз
- 1897 — Апофеоз 2

В 1995 году режиссёр Вим Вендерс совместно со студентами Мюнхенской Академии кино и телевидения создал историческую кинокартину «Братья Складановские» (нем. Die Gebrüder Skladanowsky), где в роли Макса Складановского снялся Удо Кир.